# Panathīnaïkos Athlītikos Omilos 2012-2013 (pallacanestro maschile)
Questa voce raccoglie le informazioni riguardanti il Panathīnaïkos B.C. nelle competizioni ufficiali della stagione 2012-2013.

## Stagione
La stagione 2012-2013 del Panathīnaïkos è la 62ª nel massimo campionato greco di pallacanestro, l'A1 Ethniki.

## Roster
Aggiornato al 21 ottobre 2021.
| Panathīnaïkos 2012-13 | Panathīnaïkos 2012-13 |
| Giocatori             | Staff tecnico         |
| --------------------- | --------------------- |

| N. | Naz.                                       | Ruolo | Nome                     | Anno | Alt.   | Peso   |  |
| -- | ------------------------------------------ | ----- | ------------------------ | ---- | ------ | ------ |  |
| 6  | Stati Uniti (bandiera) · Grecia (bandiera) | GA    | Michael Bramos           | 1987 | 196 cm | 96 kg  |  |
| 7  | Stati Uniti (bandiera)                     | AG    | Andy Panko               | 1977 | 205 cm | 106 kg |  |
| 7  | Stati Uniti (bandiera)                     | G     | Ramel Curry              | 1980 | 191 cm | 90 kg  |  |
| 8  | Lituania (bandiera)                        | AP    | Jonas Mačiulis           | 1985 | 200 cm | 97 kg  |  |
| 9  | Stati Uniti (bandiera)                     | C     | Hilton Armstrong         | 1984 | 209 cm | 107 kg |  |
| 9  | Stati Uniti (bandiera)                     | GA    | Jason Kapono             | 1981 | 201 cm | 98 kg  |  |
| 10 | Croazia (bandiera)                         | P     | Roko Ukić                | 1984 | 196 cm | 86 kg  |  |
| 11 | Gabon (bandiera)                           | AG    | Stéphane Lasme           | 1982 | 203 cm | 98 kg  |  |
| 12 | Grecia (bandiera)                          | C     | Kōstas Tsartsarīs        | 1979 | 209 cm | 116 kg |  |
| 13 | Grecia (bandiera)                          | PG    | Dīmītrīs Diamantidīs (C) | 1980 | 196 cm | 100 kg |  |
| 14 | Stati Uniti (bandiera)                     | PG    | Derwin Kitchen           | 1986 | 193 cm | 90 kg  |  |
| 14 | Stati Uniti (bandiera)                     | AG    | James Gist               | 1986 | 204 cm | 103 kg |  |
| 15 | Stati Uniti (bandiera)                     | P     | Marcus Banks             | 1981 | 188 cm | 91 kg  |  |
| 15 | Stati Uniti (bandiera)                     | C     | R.T. Guinn               | 1981 | 208 cm | 120 kg |  |
| 16 | Grecia (bandiera)                          | P     | Vasilīs Xanthopoulos     | 1984 | 187 cm | 90 kg  |  |
| 17 | Grecia (bandiera)                          | AP    | Charīs Giannopoulos      | 1989 | 200 cm | 93 kg  |  |
| 18 | Grecia (bandiera)                          | AG    | Vasilīs Charalampopoulos | 1997 | 202 cm | 102 kg |  |
| 19 | Grecia (bandiera)                          | C     | Gaios Skordilīs          | 1987 | 207 cm | 120 kg |  |
| 21 | Grecia (bandiera)                          | C     | Sofoklīs Schortsianitīs  | 1985 | 208 cm | 136 kg |  |
| -  | Grecia (bandiera)                          | C     | Giōrgos Diamantakos      | 1995 | 215 cm | 115 kg |  |

| Allenatore                                                                                    |
| - Argyrīs Pedoulakīs                                                                          |
| Assistente/i                                                                                  |
| - Sōtīrīs Manōlopoulos - Giōrgos Vovoras Legenda - (C) Capitano - (IN) Inattivo - Infortunato |

## Mercato

### Sessione estiva
| Acquisti | Acquisti                 | Acquisti           | Acquisti      | Acquisti |
| R.       | Nome                     | da                 | Modalità      |          |
| -------- | ------------------------ | ------------------ | ------------- | -------- |
| GA       | Michael Bramos           | Gran Canaria       | definitivo    |          |
| AG       | Andy Panko               | San Sebastián      | definitivo    |          |
| P        | Roko Ukić                | Fenerbahçe         | definitivo    |          |
| C        | Hilton Armstrong         | ASVEL              | definitivo    |          |
| AP       | Jonas Mačiulis           | Mens Sana Siena    | definitivo    |          |
| AG       | Stéphane Lasme           | Obradoiro          | definitivo    |          |
| P        | Vasilīs Xanthopoulos     | Paniōnios          | definitivo    |          |
| C        | Giorgi Shermadini        | Pall. Cantù        | fine prestito |          |
| PG       | Derwin Kitchen           | Mac. Rishon LeZion | definitivo    |          |
| C        | Sofoklīs Schortsianitīs  | Maccabi Tel Aviv   | definitivo    |          |
| AP       | Charīs Giannopoulos      | Peristeri          | definitivo    |          |
| AG       | Vasilīs Charalampopoulos | Egaleo             | definitivo    |          |
| C        | Gaios Skordilīs          | Ikaros Kallithea   | definitivo    |          |

| Cessioni | Cessioni             | Cessioni         | Cessioni       | Cessioni |
| R.       | Nome                 | a                | Modalità       |          |
| -------- | -------------------- | ---------------- | -------------- | -------- |
| AP       | Stratos Perperoglou  | Olympiakos       | fine contratto |          |
| AC       | Mike Batiste         | Fenerbahçe       | fine contratto |          |
| P        | Šarūnas Jasikevičius | Barcellona       | fine contratto |          |
| G        | David Logan          | Maccabi Tel Aviv | rescissione    |          |
| A        | Kōstas Kaimakoglou   | UNICS Kazan'     | fine contratto |          |
| C        | Aleks Marić          | Lokomotiv Kuban' | fine contratto |          |
| AG       | Steven Smith         | Virtus Bologna   | fine contratto |          |
| P        | Nick Calathes        | Lokomotiv Kuban' | fine contratto |          |
| AP       | Romain Sato          | Fenerbahçe       | rescissione    |          |
| C        | Ian Vougioukas       | UNICS Kazan'     | fine contratto |          |
| AG       | Pat Calathes         | Maccabi Haifa    | fine contratto |          |
| AP       | Alexīs Kyritsīs      | Ikaros Kallithea | fine contratto |          |
| C        | Giorgi Shermadini    | Maccabi Tel Aviv | fine contratto |          |
| PG       | Fōtīs Zoumpos        | Peristeri        | fine contratto |          |

### Dopo l'inizio della stagione
| Acquisti | Acquisti     | Acquisti       | Acquisti         | Acquisti   |
| R.       | Nome         | da             | Data             | Modalità   |
| -------- | ------------ | -------------- | ---------------- | ---------- |
| P        | Marcus Banks | Idaho Stampede | 12 novembre 2012 | definitivo |
| GA       | Jason Kapono | Free agent     | 15 novembre 2012 | definitivo |
| AG       | James Gist   | Málaga         | 21 dicembre 2012 | scambio    |
| G        | Ramel Curry  | Donec'k        | 7 maggio 2013    | definitivo |
| C        | R.T. Guinn   | Zaporižžja     | 20 maggio 2013   | definitivo |

| Cessioni | Cessioni         | Cessioni        | Cessioni         | Cessioni    |
| R.       | Nome             | a               | Data             | Modalità    |
| -------- | ---------------- | --------------- | ---------------- | ----------- |
| C        | Hilton Armstrong | Free agent      | dicembre 2012    | rescissione |
| AG       | Andy Panko       | Málaga          | 21 dicembre 2012 | scambio     |
| PG       | Derwin Kitchen   | Cedevita Junior | 24 dicembre 2012 | prestito    |
| GA       | Jason Kapono     | Free agent      | 6 marzo 2013     | rescissione |
| P        | Marcus Banks     | Free agent      | 17 maggio 2013   | rescissione |